# Nishinoomote
Nishinoomote (jap. 西之表市, -shi) ist eine Stadt auf der Insel Tanegashima in der Präfektur Kagoshima in Japan.

## Geschichte
Sie wurde am 1. Oktober 1958 gegründet.

## Städtepartnerschaften
- Vila do Bispo – seit 1993

## Verkehr
- Straßen:
  - Nationalstraße 58